# Pointe de la Chaumény
Pointe de la Chaumény är en bergstopp i Schweiz. Den ligger i distriktet Monthey och kantonen Valais, i den sydvästra delen av landet, 80 km sydväst om huvudstaden Bern. Toppen på Pointe de la Chaumény är 2 067 meter över havet.